# Antoni Pujades

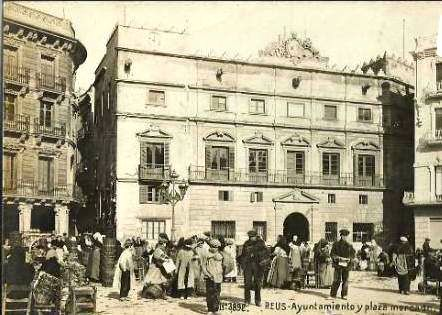
Ajuntament de Reus el 1912, amb la façana poc modificada respecte a l'original construït per Antoni Pujades i Joan Mas

Antoni Pujades (Reus, segle xvi - ? segle xvii) va ser un mestre d'obres deixeble de Francisco de Mora, com explica l'arquitecte reusenc Pere Caselles, que va participar en la construcció de l'edifici de l'Ajuntament de Reus.
El 1601 va projectar juntament amb Joan Mas l'edifici per a la nova casa consistorial de Reus. La seva feina va realitzar-se el 1601 i el 1602, quan van acabar la part que tenien contractada, tot i que l'edifici no es va acabar fins al 1603. La porta primitiva portava però la data de 1610. El preu cobrat va ser de 800 lliures i a més tenien franquícia de carn i un incentiu de 25 lliures si acabaven l'obra en la data prevista. Van utilitzar pedra de l'Albiol per a realitzar l'obra.
Es desconeixen altres obres d'Antoni Pujades.